# العلاقات الموريشيوسية النيكاراغوية
العلاقات الموريشيوسية النيكاراغوية هي العلاقات الثنائية التي تجمع بين موريشيوس ونيكاراغوا.

## مقارنة بين البلدين
هذه مقارنة عامة ومرجعية للدولتين:
| وجه المقارنة                                              | موريشيوس                 | نيكاراغوا        |
| --------------------------------------------------------- | ------------------------ | ---------------- |
| المساحة (كم2)                                             | 2.04 ألف                 | 130.38 ألف       |
| عدد السكان (نسمة)                                         | 1.26 مليون               | 6.22 مليون       |
| الكثافة السكانية (ن./كم²)                                 | 617.65                   | 47.71            |
| العاصمة                                                   | بورت لويس                | ماناغوا          |
| اللغة الرسمية                                             | لغة إنجليزية، لغة فرنسية | اللغة الإسبانية  |
| العملة                                                    | روبي موريشي              | كوردبا نيكاراغوا |
| الناتج المحلي الإجمالي (بليون دولار)                      | 13.34 مليار              | 13.81 مليار      |
| الناتج المحلي الإجمالي (تعادل القوة الشرائية) بليون دولار | 25.36 مليار              | 31.63 مليار      |
| الناتج المحلي الإجمالي الاسمي للفرد دولار أمريكي          | 9.25 ألف                 | 2.09 ألف         |
| الناتج المحلي الإجمالي للفرد دولار أمريكي                 | 18.59 ألف                | 4.92 ألف         |
| مؤشر التنمية البشرية                                      | 0.777                    | 0.631            |
| رمز المكالمات الدولي                                      | +230                     | +505             |
| رمز الإنترنت                                              | .mu                      | .ni              |
| المنطقة الزمنية                                           | ت ع م+04:00              | 00               |

## منظمات دولية مشتركة
يشترك البلدان في عضوية مجموعة من المنظمات الدولية، منها:
| علم المنظمة | اسم المنظمة                               | تاريخ انضمام موريشيوس | تاريخ انضمام نيكاراغوا |
| ----------- | ----------------------------------------- | --------------------- | ---------------------- |
|             | منظمة حظر الأسلحة الكيميائية              | ?                     | ?                      |
|             | البنك الدولي للإنشاء والتعمير             | 23 سبتمبر 1968        | 14 مارس 1946           |
|             | منظمة التجارة العالمية                    | ?                     | ?                      |
|             | المركز الدولي لتسوية المنازعات الاستشارية | 2 يوليو 1969          | 19 أبريل 1995          |
|             | الأمم المتحدة                             | 24 أبريل 1968         | 24 أكتوبر 1945         |
|             | منظمة الشرطة الجنائية الدولية             | ?                     | ?                      |
|             | وكالة ضمان الاستثمار متعدد الأطراف        | 28 ديسمبر 1990        | 12 يونيو 1992          |
|             | يونسكو                                    | 25 أكتوبر 1968        | 22 فبراير 1952         |
|             | مؤسسة التنمية الدولية                     | 23 سبتمبر 1968        | 30 ديسمبر 1960         |
|             | مؤسسة التمويل الدولية                     | 23 سبتمبر 1968        | 20 يوليو 1956          |
|             | الاتحاد البريدي العالمي                   | ?                     | ?                      |
|             | الاتحاد الدولي للاتصالات                  | 30 أغسطس 1969         | 12 مايو 1926           |

## وصلات خارجية
- موقع وزارة الخارجية النيكاراغوية